# League of Ireland Premier Division (2009)
League of Ireland Premier Division 2009 była 25. edycją najwyższej klasy rozgrywkowej piłki nożnej w Irlandii pod tą nazwą, a 89. mistrzowskimi rozgrywkami w ogóle.
Brało w niej udział 10 drużyn, które w okresie od 6 marca do 6 listopada 2009 rozegrały 36 kolejek meczów. 
Sezon zakończył baraż o utrzymanie w Premier Division. Tytuł mistrzowski obroniła drużyna Bohemians, zdobywając drugi tytuł z rzędu a jedenasty w swojej historii.

## Drużyny
| Uczestnicy poprzedniej edycji | Uczestnicy poprzedniej edycji | Uczestnicy poprzedniej edycji | Uczestnicy poprzedniej edycji |
| --- | ----------------------------- | ----------------------------- | ----------------------------- |
| BOD | Bohemian F.C.                 | Dublin                        | 1                             |
| STP | St. Patrick’s Athletic        | Dublin                        | 2                             |
| DER | Derry City                    | Derry                         | 3                             |
| SRS | Sligo Rovers                  | Sligo                         | 4                             |
| COR | Cork City                     | Cork                          | 5                             |
| BRW | Bray Wanderers                | Bray                          | 6                             |
| SHR | Shamrock Rovers               | Dublin                        | 7                             |
| DRU | Drogheda United               | Drogheda                      | 8                             |
| GAU | Galway United                 | Galway                        | 9                             |
| Awans z First Division 2008 |                               |                               |                               |
| DUN | Dundalk F.C.                  | Dundalk                       | 1                             |
| Oznaczenia: - kolumna pierwsza – skróty nazw drużyn, - kolumna trzecia – siedziba klubu, - kolumna czwarta – miejsce zajęte w poprzednim sezonie. |                               |                               |                               |

## Tabela
| Lp. | Drużyna                  | M  | Z  | R  | P  | B+ | B- | +/– | Pkt | Kwalifikacja lub spadek                     |
| --- | ------------------------ | -- | -- | -- | -- | -- | -- | --- | --- | ------------------------------------------- |
| 1   | Bohemians (M)            | 36 | 24 | 5  | 7  | 62 | 21 | +41 | 77  | Liga Mistrzów UEFA • I runda kwalifikacyjna |
| 2   | Shamrock Rovers          | 36 | 21 | 10 | 5  | 51 | 27 | +24 | 73  | Liga Europy UEFA • II runda kwalifikacyjna  |
| 3   | Cork City (W, R)         | 36 | 17 | 9  | 10 | 42 | 28 | +14 | 60  | Wykluczona, drużyna rozwiązana              |
| 4   | Derry City (W)           | 36 | 18 | 5  | 13 | 49 | 31 | +18 | 59  | Wykluczona, spadek do First Division        |
| 5   | Dundalk                  | 36 | 12 | 8  | 16 | 46 | 51 | −5  | 44  | Liga Europy UEFA • I runda kwalifikacyjna   |
| 6   | Sligo Rovers             | 36 | 11 | 10 | 15 | 41 | 51 | −10 | 43  |                                             |
| 7   | St Patrick’s Athletic    | 36 | 13 | 4  | 19 | 29 | 46 | −17 | 43  |                                             |
| 8   | Galway United            | 36 | 12 | 6  | 18 | 36 | 57 | −21 | 42  | [ iv ]                                      |
| 9   | Drogheda United (B, O)   | 36 | 7  | 11 | 18 | 32 | 50 | −18 | 32  | Baraż o Premier Division                    |
| 10  | Bray Wanderers (B, S, U) | 36 | 6  | 10 | 20 | 30 | 56 | −26 | 28  | Baraż o Premier Division                    |

1. ↑  Po zakończeniu sezonu Cork City został wykluczony z League of Ireland. Cork City od kilku sezonów borykał się z poważnymi trudnościami finansowymi, a jego spółka holdingowa została ostatecznie zlikwidowana przez Sąd Najwyższy[1]. W jego miejsce powstał Cork City FORAS, utworzony przez stowarzyszenie kibiców. Otrzymał on licencję na grę w First Division w sezonu 2010[2].
2. ↑  Po zakończeniu sezonu Derry City zostało wykluczone z League of Ireland. Derry City zostało oskarżone o dokonywanie dodatkowych płatności na rzecz graczy za pomocą dodatkowych nieoficjalnych kontraktów. Było to sprzeczne z przepisami ligi, które nakładały ograniczenia na kwoty, jakie kluby mogły wydawać na pensje graczy[3][4][5]. Umożliwiono klubowi ponowne ubiegania się o możliwość gry w niższej lidze[6].
3. ↑  Drużyny zajmujące trzecie i czwarte miejsce w Irlandzkiej Lidze 2009, Cork City i Derry City, zostały rozwiązane i wykluczone z ligi po zakończeniu sezonu, piąta drużyna, Dundalk, zdobyła miejsce w Lidze Europy w pierwszej rundzie kwalifikacyjnej[7].
4. ↑  Galway United uniknął baraży dzięki wykluczeniu Derry City[5].
5. ↑  Pomimo przegranej w barażu, Bray Wanderers utrzymali miejsce w Premier Division po wykluczeniu Cork City[8].

## Wyniki
| Gospodarz \ Gość      | BOH | BRW | COR | DER | DRO | DUN | GAL | SHM | SLI | StP | BOH | BRW | COR | DER | DRO | DUN | GAL | SHM | SLI | StP |
| --------------------- | --- | --- | --- | --- | --- | --- | --- | --- | --- | --- | --- | --- | --- | --- | --- | --- | --- | --- | --- | --- |
| Bohemians             |     | 2–0 | 0–1 | 1–1 | 1–0 | 5–0 | 2–0 | 2–0 | 2–0 | 3–0 |     | 1–2 | 1–0 | 1–0 | 4–0 | 3–2 | 5–0 | 0–0 | 3–1 | 3–1 |
| Bray Wanderers        | 1–3 |     | 0–2 | 1–1 | 0–1 | 1–1 | 2–2 | 0–0 | 3–1 | 2–1 | 1–1 |     | 3–2 | 0–1 | 1–2 | 1–1 | 1–2 | 1–2 | 2–2 | 0–1 |
| Cork City             | 0–1 | 2–1 |     | 1–0 | 1–0 | 1–2 | 1–0 | 0–0 | 1–0 | 0–1 | 0–2 | 1–0 |     | 2–0 | 0–0 | 2–1 | 4–2 | 0–0 | 0–0 | 0–1 |
| Derry City            | 3–2 | 2–0 | 2–1 |     | 1–0 | 0–1 | 1–1 | 0–0 | 1–2 | 1–0 | 0–1 | 3–0 | 1–1 |     | 0–1 | 3–0 | 1–3 | 0–1 | 1–2 | 1–0 |
| Drogheda United       | 0–1 | 0–0 | 2–1 | 0–3 |     | 1–1 | 0–1 | 2–2 | 0–0 | 1–0 | 1–1 | 1–2 | 0–1 | 1–3 |     | 2–2 | 4–0 | 0–1 | 2–2 | 1–2 |
| Dundalk               | 0–1 | 3–0 | 1–2 | 1–0 | 3–0 |     | 1–0 | 0–1 | 0–2 | 0–1 | 0–2 | 0–0 | 1–0 | 1–2 | 4–2 |     | 3–0 | 2–4 | 2–2 | 0–0 |
| Galway United         | 0–2 | 3–0 | 0–2 | 0–3 | 1–1 | 1–0 |     | 1–3 | 0–0 | 2–1 | 0–2 | 3–1 | 2–2 | 3–1 | 0–2 | 0–3 |     | 0–1 | 1–0 | 2–1 |
| Shamrock Rovers       | 2–1 | 0–1 | 1–1 | 1–2 | 1–1 | 3–1 | 1–0 |     | 2–1 | 2–0 | 1–0 | 3–1 | 1–2 | 2–1 | 2–0 | 2–2 | 1–1 |     | 3–1 | 1–0 |
| Sligo Rovers          | 0–0 | 2–1 | 1–1 | 0–1 | 2–2 | 1–3 | 2–0 | 0–3 |     | 0–1 | 1–0 | 1–0 | 0–3 | 0–4 | 3–1 | 3–4 | 2–0 | 1–2 |     | 2–0 |
| St Patrick’s Athletic | 3–1 | 1–1 | 0–3 | 0–3 | 2–1 | 2–0 | 0–3 | 1–2 | 2–2 |     | 0–2 | 2–0 | 1–1 | 0–2 | 1–0 | 1–0 | 1–2 | 1–0 | 0–2 |     |

## Baraż o Premier Division
Drogheda United utrzymał się w League of Ireland Premier Division po wygraniu 2-0 barażu z Bray Wanderers.
Sporting Fingal wygrał w dwumeczu 4-2 z Bray Wanderers finał baraży o miejsce w Premier Division na sezon 2010.
|  |          |                 |          |                |   |              |                 |              |              |              |
|  | półfinał | półfinał        | półfinał |                |   | Finał baraży | Finał baraży    | Finał baraży | Finał baraży | Finał baraży |
|  | półfinał | półfinał        | półfinał |                |   | Finał baraży | Finał baraży    | Finał baraży | Finał baraży | Finał baraży |
|  |          |                 |          |                |   |              |                 |              |              |              |
|  |          |                 |          |                |   |              |                 |              |              |              |
|  | 2        | Shelbourne      | 1        |                |   |              |                 |              |              |              |
|  | 2        | Shelbourne      | 1        |                |   |              |                 |              |              |              |
|  | 3        | Sporting Fingal | 2        |                |   |              |                 |              |              |              |
|  | 3        | Sporting Fingal | 2        |                |   | 3            | Sporting Fingal | 2            | 2            | 4            |
|  |          |                 |          |                |   | 3            | Sporting Fingal | 2            | 2            | 4            |
|  |          |                 | 10       | Bray Wanderers | 0 | 2            | 2               |              |              |              |
|  | 9        | Drogheda United | 10       | Bray Wanderers | 0 | 2            | 2               | 2            |              |              |
|  | 9        | Drogheda United |          |                |   |              |                 |              |              |              |
|  | 10       | Bray Wanderers  | 0        |                |   |              |                 |              |              |              |
|  | 10       | Bray Wanderers  | 0        |                |   |              |                 |              |              |              |

| 10 listopada 2009 | Shelbourne               | 1:2   | Sporting Fingal                      |                                                               |
| 20:45             | David McAllister 72' (k) | (0:2) | 39' Éamon Zayed · 41' Shaun Williams | Tolka Park, Dublin Widzów: 1632 Sędzia: Tom Connolly (Dublin) |

| 10 listopada 2009 | Drogheda United                     | 2:0   | Bray Wanderers |                                                       |
| 20:45             | James Chambers 60' · Brian King 82' | (0:0) |                | United Park, Drogheda Sędzia: Damien Hancock (Dublin) |

| 13 listopada 2009 | Sporting Fingal                      | 2:0   | Bray Wanderers |                                                      |
| 20:45             | Stephen Paisley 53' · Conan Byrne 1' | (0:0) |                | Morton Stadium, Santry Widzów: 740 Sędzia: D. Tomney |

| 16 listopada 2009 | Bray Wanderers                      | 2:2   | Sporting Fingal                    |                                                                   |
| 20:45             | John Flood 83' · Chris O'Connor 90' | (0:0) | 59' Éamon Zayed · 90' Robert Bayly | Carlisle Grounds, Bray Widzów: 500 Sędzia: Declan Hanley (Dublin) |

## Najlepsi strzelcy
| Bramki | Strzelcy           | Drużyna         |
| ------ | ------------------ | --------------- |
| 24     | Gary Twigg         | Shamrock Rovers |
| 22     | Jason Byrne        | Bohemians       |
| 15     | Raffaele Cretaro   | Sligo Rovers    |
| 12     | Chris Turner       | Dundalk         |
| 10     | Mark Farren        | Derry City      |
| 8      | Dessie Baker       | Shamrock Rovers |
| 8      | Fahrudin Kuduzović | Cork City       |

Źródło: .

## Stadiony
| Bohemians       |
| --------------- |
| Dalymount Park  |
| Pojemność: 3640 |
|                 |

| Bray Wanderers   |
| ---------------- |
| Carlisle Grounds |
| Pojemność: 3250  |
|                  |

| Cork City       |
| --------------- |
| Turners Cross   |
| Pojemność: 7485 |
|                 |

| Derry City         |
| ------------------ |
| Brandywell Stadium |
| Pojemność: 3700    |
|                    |

| Drogheda United |
| --------------- |
| United Park     |
| Pojemność: 3500 |
|                 |

| Dundalk         |
| --------------- |
| Oriel Park      |
| Pojemność: 4500 |
|                 |

| Galway United   |
| --------------- |
| Terryland Park  |
| Pojemność: 5000 |
|                 |

| St Patrick’s Athletic |
| --------------------- |
| Richmond Park         |
| Pojemność: 5340       |
|                       |

| Shamrock Rovers  |
| ---------------- |
| Tallaght Stadium |
| Pojemność: 8000  |
|                  |

| Sligo Rovers    |
| --------------- |
| Showgrounds     |
| Pojemność: 3873 |
|                 |

Źródło: .